# Pamela Jelimo
Pamela Jelimo (ur. 5 grudnia 1989 w Kabirirsangu) – kenijska lekkoatletka, mistrzyni olimpijska z Pekinu w biegu na 800 metrów brązowa medalistka olimpijska z Londynu, dwukrotna medalistka mistrzostw Afryki.
Życiowy sukces odniosła startując w igrzyskach olimpijskich w Pekinie. 18 sierpnia 2008 zdobyła złoty medal olimpijski w biegu na 800 m, osiągając czas 1:54,87. Jedenaście dni później, podczas mityngu Złotej Ligi w Zurychu zwyciężyła w biegu na 800 m w czasie nowego rekordu świata juniorów (1:54,01, w sumie w 2008 Jelimo pięciokrotnie ustanawiała rekord świata juniorów). Zwyciężyła także w pozostałych pięciu mityngach Złotej Ligi w tamtym sezonie wygrywając główną nagrodę w wysokości miliona dolarów. Zwyciężczyni łącznej punktacji Diamentowej Ligi 2012 w biegu na 800 metrów.

## Sukcesy
| Rok  | Zawody                      | Miasto      | Konkurencja        | Czas        | Miejsce |
| ---- | --------------------------- | ----------- | ------------------ | ----------- | ------- |
| 2007 | Mistrzostwa Afryki juniorów | Wagadugu    | Bieg na 400 m      | 54,93       | 1.      |
| 2008 | Mistrzostwa Afryki          | Addis Abeba | Bieg na 800 m      | 1:58,70     | 1.      |
| 2008 | Mistrzostwa Afryki          | Addis Abeba | Sztafeta 4 x 400 m | 3:37,67     | 2.      |
| 2008 | Igrzyska Olimpijskie        | Pekin       | Bieg na 800 m      | 1:54,87     | 1.      |
| 2008 | Światowy Finał IAAF         | Stuttgart   | Bieg na 800 m      | 1:56,23 min | 1.      |
| 2012 | Igrzyska Olimpijskie        | Londyn      | bieg na 800 m      | 1:57,59 min | 3.      |

## Rekordy życiowe
- Bieg na 400 metrów – 52,14 (2012)
- Bieg na 600 metrów – 1:23,35 (2012)
- Bieg na 800 metrów – 1:54,01 (2008) – rekord Afryki, rekord świata juniorów, 3. wynik w historii światowej lekkoatletyki, pierwszy wynik na listach światowych w 2008
- Bieg na 800 metrów (hala) – 1:58,83 (2012) rekord Kenii